# Matthieu Lagrive
Matthieu Lagrive, né le 7 décembre 1979 à Lisieux (Calvados), est un pilote de course de motos.
Après s’être fait rapidement remarquer sur les circuits, Matthieu Lagrive s’est affirmé en 2005 comme l’un des jeunes prodiges[non neutre] de la moto en France et dans le monde des compétitions motocyclistes.

## Palmarès
- 1994 : Débuts en compétition

- 1996 : 
  - Vainqueur de la coupe Cagiva
  - Pilote FUN RADIO
  - 3e Promosport

- 1997 : 
  - Sélectionné en Équipe de France Vitesse Espoir
  - 3e du Championnat de France Open 250 cm³ (Honda RS)
  - 12e du Championnat d’Europe 250 cm³

- 1998 : 
  - 4e du Championnat de France 250 cm³
  - Participation aux cinq derniers GP 250 au sein du Team Tech 3 (Honda RS)

- 2000 : 
  - Vainqueur de la course "Coupe BMW Boxer Cup" à Magny-Cours (Pilote invité)
  - Participation Supersport France et Europe

- 2001 : 
  - 2e du Championnat de France Supersport 600 cm³ (Yamaha R6)
  - 4e du Championnat d’Europe Supersport 600 cm³ (Yamaha R6)
  - 3e des 24 Heures de Spa (Yamaha R7).

- 2002 :

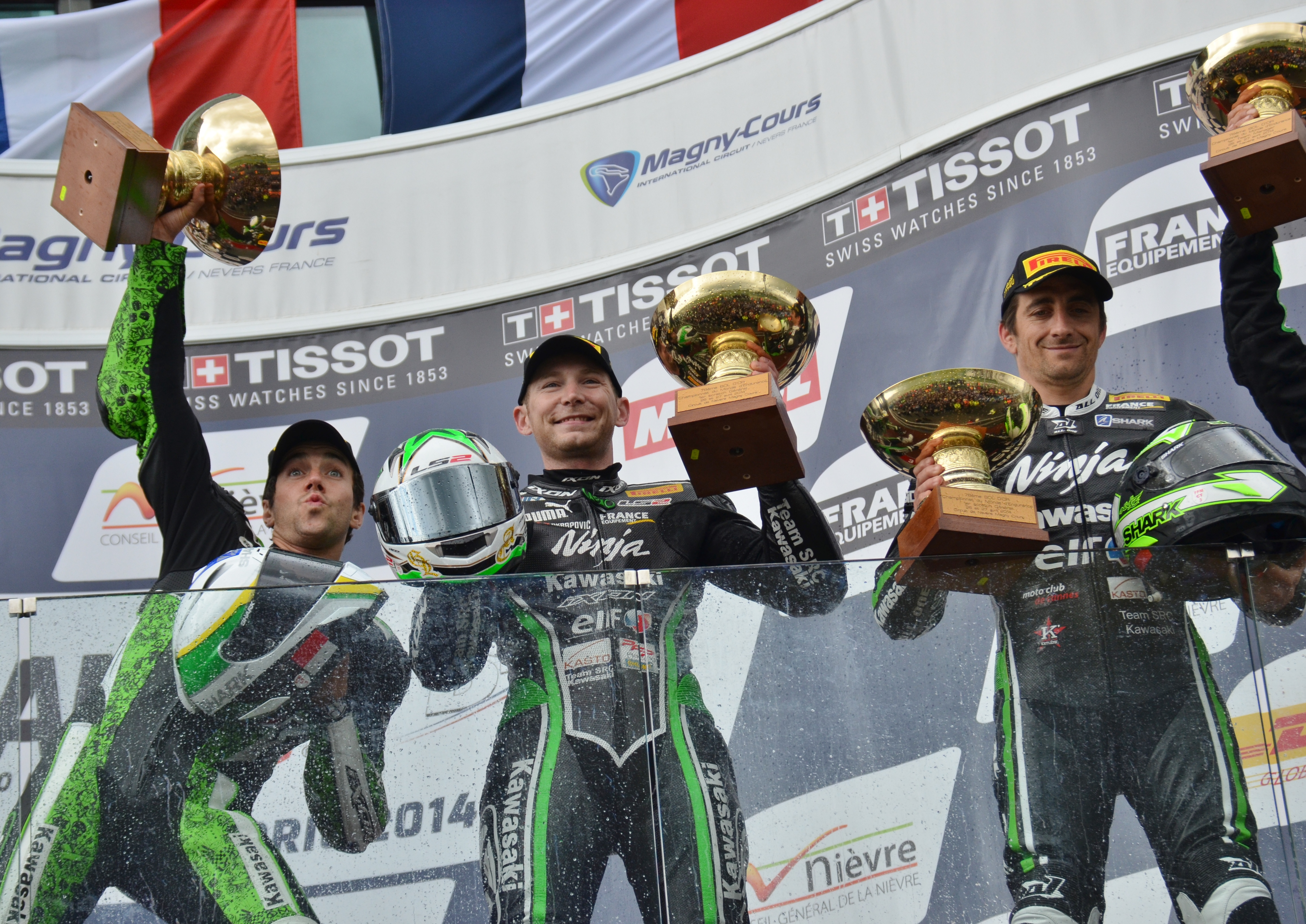

  - 21e du Championnat du Monde Supersport (Team Yamaha SAVEKO)
  - 3e des 24 heures du Mans moto (Yamaha R7)

- 2003 : 
  - 16e du Championnat du Monde Supersport (Team Yamaha Motor France)
  - 2e du Bol d'or (Yamaha R7)

- 2004 : 
  - 14e du Championnat du Monde Supersport (Team Suzuki Moto 1)
  - Vice-Champion du Monde d’Endurance (Suzuki Endurance Racing Team)
  - Vainqueur du Bol d'or (Suzuki Endurance Racing Team)

- 2005 : 
  - Champion du Monde d'Endurance (Suzuki Endurance Racing Team)
  - Champion de France SUPERPRODUCTION (Junior Team Suzuki)
  - Vainqueur du Bol d'or (Suzuki Endurance Racing Team)
  - 2e des 24 heures du Mans moto (Suzuki Endurance Racing Team)

- 2006 : 
  - Champion du Monde d'Endurance (Suzuki Endurance Racing Team)
  - Vainqueur du Bol d'or - Suzuki GSX-R 1000 - (Suzuki Endurance Racing Team) - (Vincent Philippe / Keiichi Kitagawa)
  - Vainqueur des 24 heures d'Oschersleben - Suzuki GSX-R 1000 - (Suzuki Endurance Racing Team) - (Vincent Philippe / Keiichi Kitagawa)
  - Vainqueur des 500 km d'Assen - Suzuki GSX-R 1000 - (Suzuki Endurance Racing Team) - (Vincent Philippe / Keiichi Kitagawa)
  - Vainqueur des 8 heures d'Albacete - Suzuki GSX-R 1000 - (Suzuki Endurance Racing Team) - (Vincent Philippe / Keiichi Kitagawa)
  - Vainqueur des 6 heures de Zolder - Suzuki GSX-R 1000 - (Suzuki Endurance Racing Team) - (Vincent Philippe / Keiichi Kitagawa)
  - 2e des 24 heures du Mans moto - Suzuki GSX-R 1000 - (Suzuki Endurance Racing Team) - (Vincent Philippe / Keiichi Kitagawa)
  - 38e des 8 heures de Suzuka - Suzuki GSX-R 1000 - (Suzuki Endurance Racing Team) - (Vincent Philippe / Keiichi Kitagawa)

- 2007 : 
  - 2e des 24 heures du Mans moto - Suzuki GSX-R 1000 - (Suzuki Endurance Racing Team) - (Vincent Philippe / Julien Da Costa)
  - 2e des 6 heures d'Albacete - Suzuki GSX-R 1000 - (Suzuki Endurance Racing Team) - (Vincent Philippe  / Julien Da Costa)
  - 2e du Bol d'or - Suzuki GSX-R 1000 - (Suzuki Endurance Racing Team) - (Vincent Philippe  / Julien Da Costa)
  - Champion du Monde d'Endurance (Suzuki Endurance Racing Team)

- 2008 : 
  - Pole position en Mondial Supersport à Brands Hatch - Honda CBR 600RR
  - Pole position en Mondial Supersport à Donington - Honda CBR 600RR
  - 2e des 6 heures d'Albacete - Suzuki GSX-R 1000 - (Suzuki Endurance Racing Team)
  - Vainqueur du Bol d'or - Suzuki GSX-R 1000 - (Suzuki Endurance Racing Team)
  - 2e des 24 heures du Mans moto (Suzuki Endurance Racing Team)
  - Champion du Monde d'Endurance (Suzuki Endurance Racing Team)